# Cololejeunea adhaesiva
Cololejeunea adhaesiva là một loài Rêu trong họ Lejeuneaceae. Loài này được William Mitten mô tả khoa học đầu tiên năm 1887.